# Ялпуг
 Тази статия е за езерото Ялпуг.  За реката вижте Ялпуг (река).  
Ялпуг (на украински: Ялпуг) е крайречно лиманно езеро в областта Буджак, в югозападната част на Одеска област в Украйна, разположено покрай левия бряг на река Дунав.
Дължината от север на юг е 39 km, ширината е до 7 km в южната част, средната дълбочина е 3 m, а максимална е 6 m. Площта му е 134 km². Езерото се състои от по-тясна северна част и по-широка (до 7 km) южна част. Бреговете му са слабо разчленени и песъчливи, а дъното е покрито с тънък слой от сива тиня. От север в него се влива река Ялпуг. Има предимно снежно и дъждовно подхранване.
Наблюдават се значителни сезонни колебания на площта и нивото му, като колебанията на нивото му достигат до 3 m. Най-високо ниво се наблюдава от април до юни, а най-ниско от декември до февруари. Чрез протоци се свързва с езерата Кугурлуй (чрез което се оттича в Дунав) на юг и Кагул на запад. Заледява се в периода от ноември до януари, а се размразява през март. Средната му температура през лятото е 24 – 25 °.
На северното му крайбрежие е разположен град Болград.
В езерото живеят около 40 вида риба.